# Andrzej Szymanowski
Andrzej Bolesław Szymanowski (ur. 20 czerwca 1938 w Kościanie, zm. 14 kwietnia 1995 w Kościanie) – polski polityk, senator II kadencji, lekarz.

## Życiorys
Był synem mistrza krawieckiego Władysława i Klementyny z domu Stróżyńskiej. Szkołę podstawową ukończył w rodzinnym Kościanie, egzamin dojrzałości zdał w Państwowym Liceum Ogólnokształcącym im. Karola Marcinkowskiego w Poznaniu. W latach 1956–1963 studiował na Akademii Medycznej w Poznaniu, dyplom lekarza uzyskując 25 lutego 1964. Staż zawodowy odbył w Szpitalu Powiatowym w Kościanie. W 1965 rozpoczął pracę w Wiejskim Ośrodku Zdrowia w Wonieściu, gdzie wykonywał również obowiązki kierownika placówki. Z Wonieściem pozostawał związany do 1970, jednocześnie od 1968 kierował i był lekarzem w Wiejskiej Spółdzielni Zdrowia w Wilkowie Polskim (do 1971). W latach 1970–1973 był lekarzem Przychodni Rejonowej w Kościanie. Od 1970 asystent na oddziale wewnętrznym kościańskiego Szpitala Powiatowego, w 1974 uzyskał specjalizację I stopnia w zakresie chorób wewnętrznych. Ponadto uzyskał specjalizację I stopnia w zakresie medycyny społecznej (1978) oraz specjalizację II stopnia w dziedzinie organizacji służby zdrowia (1984).
W 1973 został zastępcą dyrektora ds. lecznictwa, a w 1981 dyrektorem Zespołu Opieki Zdrowotnej w Kościanie. Pod jego kierunkiem od 1985 trwała modernizacja i rozbudowa szpitala, czego efektem był m.in. nowy pawilon chirurgii oraz dobudowanie pomieszczeń dla pracowni diagnostycznych przy oddziale noworodków. Dyrektor Szymanowski był również inicjatorem powstania przyszpitalnej kaplicy. W 1990, wobec kryzysu finansowego zagrażającego także i szpitalowi w Kościanie, zorganizował i stanął na czele Kościańskiego Stowarzyszenia Rozwoju Służby Zdrowia, którego działalność gospodarcza pozwoliła na pozyskanie środków na nowoczesny sprzęt i aparaturę. Dokończenie budowy pawilonu chirurgicznego udało się Szymanowskiego sfinansować z dochodów ze sprzedaży zainicjowanego przez niego albumu Wielkopolska (z fotografiami Andrzeja Mroczka). Uważał, iż dzieła sztuki wpływają pozytywnie na pacjentów, w związku z czym przez siedem lat organizował wspólnie z doktor Ireną Florkowską plenery malarskie w Gryżynce; około 100 obrazów, plon tych plenerów, ozdobiło ściany szpitalne.
Był organizatorem obchodów 600-lecia szpitalnictwa kościańskiego (1985) oraz sesji naukowej „Zdrowie dla wszystkich w 2000 w kościańskim Zespole Opieki Zdrowotnej” (1989), na którym wygłosił referat Zapalenie płuc jako jedna z głównych przyczyn hospitalizacji dzieci. W 1992 uzyskał doktorat nauk medycznych po przedstawieniu rozprawy Ocena stanu zdrowia ludności regionu kościańskiego na podstawie wyników analizy umieralności. Ogłosił kilka publikacji, związanych głównie z jego działalnością publiczną oraz wspomnianymi plenerami malarskimi; w „Biuletynie Informacyjnym Wielkopolskiej Izby Lekarskiej” pożegnał nekrologiem Irenę Florkowską (1991, nr 10).
Należał do Polskiej Zjednoczonej Partii Robotniczej. W drugiej połowie lat 80. brał udział w pracach Wojewódzkiej Rady Narodowej w Lesznie, w której przewodniczył Komisji Ochrony Środowiska i Zasobów Wodnych. Interesował się problematyką ekologiczną. W 1990 wstąpił do Polskiej Unii Socjaldemokratycznej Tadeusza Fiszbacha, potem był liderem kościańskich struktur Unii Wielkopolan. W latach 1991–1993 z ramienia Unii Wielkopolan sprawował mandat senatora, reprezentując województwo leszczyńskie. W 1993 bez powodzenia ubiegał się o reelekcję.
Od marca 1986 był członkiem Towarzystwa Miłośników Ziemi Kościańskiej. Wyróżniony został m.in. nagrodą „Wiadomości Kościańskich” (których był współpracownikiem) oraz nagrodą twórczą miasta Kościana. Posiadał również odznaczenia: Medal 40-lecia Polski Ludowej (1984), Medal Karola Marcinkowskiego (1985), odznakę „Za Zasługi dla Województwa Leszczyńskiego” (1985) oraz oznakę honorową „Za wzorową pracę w służbie zdrowia” (1986). 
Zmarł 14 kwietnia 1995 w Kościanie, pochowany został na miejscowym cmentarzu komunalnym.

## Życie prywatne
Od 1963 był żonaty z Mirosławą z Zygmańskich, miał trzech synów: Tomasza (ur. 1964), Przemysława (ur. 1965), Jacka (ur. 1976).